# Adolf Neuendorff
Adolf Heinrich Anton Magnus Neiendorff, também conhecido como Adolph Neiendorff (Hamburgo, 13 de junho de 1843 - Nova Iorque, 4 de dezembro de 1897) foi um compositor, violinista, pianista e maestro alemão.

## Biografia
Adolf nasceu em Hamburgo, Alemanha, em 13 de julho de 1843 e imigrou para os Estados Unidos em 1855. Em Nova Iorque ele estudou música, e recebeu lições de violino com G. Matzka e Joseph Weinlich e lições de piano, teoria musical e composição com Dr. Gustav Schilling. Em 1859 fez a sua estreia como pianista de concerto no Dodworth Hall. Em 1861 ele fez uma turnê pelo Brasil, tocando violino.
Em 1864 ele retornou para os Estados Unidos. Ele foi o maestro da orquestra no Teatro Alemão e maestro do coro da Companhia da Ópera Alemã de Carl Anschutz. Posteriormente sucedendo Aschutz como maestro. Em 1867 ele tornou-se o diretor musical do Teatro New Stadt em Nova Iorque. No teatro conduziu as estreias estadunidenses de Lohengrin (Wagner) em 3 de Abril de 1871 e de Die Walküre dia 2 de Abril de 1872. Em 1872 ele trouxe Theodor Wachtel para seu país e com Carl Rosa apresentaram óperas italianas. Em 1876 ele foi para o primeiro festival de Wagner, o Festival de Bayreuth. Nos anos de 1878 e 1879 ele conduziu a Sociedade Filarmônica de Nova Iorque na abstência de Theodore Thomas. Com a Filarmônica de Nova Iorque ele apresentou-se inúmeras vezes.
Entre 1884 e 1889 ele viveu em Boston e dia 11 de Julho de 1885 ele conduziu a primeira performance da Orquestra Pops de Boston no Boston Music Hall. Em 1889 ele tornou-se o diretor da Companhia da Grande Ópera da soprano Emma Juch. Dois anos depois ele mudou-se para Viena com sua esposa, a cantora Georgina von Januschowsky. Em 1889, tornou-se o diretor da Grand Opera Company da soprano Emma Juch. Dois anos depois, mudou-se para Viena, na Áustria, com sua esposa, a cantora Georgina von Januschowsky, antes de retornar a Nova Iorque, onde morreu em 4 de dezembro de 1897, com 54 anos de idade.
Suas composições incluem duas sinfonias, óperas e númerosas obras instrumentais e trabalhos vocais.